# Pseudodoryctes nigrifrons
Pseudodoryctes nigrifrons är en stekelart som först beskrevs av Joseph Kriechbaumer 1894.  Pseudodoryctes nigrifrons ingår i släktet Pseudodoryctes och familjen bracksteklar. Inga underarter finns listade i Catalogue of Life.